# Papendrecht

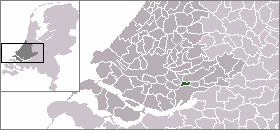
läge i Zuid-Holland

Papendrecht är en kommun i provinsen Zuid-Holland i Nederländerna. Kommunens totala area är 10,77 km² (där 1,30 km² är vatten) och invånarantalet är på 30 914 invånare (2004).